# Reinaldo I de Bar-sur-Seine e Tonnerre
Reinaldo I de Bar-sur-Seine e Tonnerre (? - depois de 1045) foi um nobre da França medieval, tendo sido desde 1045 detentor do título de Conde de Tonnerre, comuna francesa na região administrativa da Borgonha, no departamento Yonne.

## Relações familiares
Foi filho de Milon IV de Tonnerre (c. 915 - Tonnerre, Yonne, Bourgogne, França, 998) e de Ermengarda de Woevre, filha de Reginaldo de Woevre (c. 950 - 997). Casou com Ervise de Woevre, filha de Raul III de Woevre, de quem teve:
1. Ermengarda de Tonnerre [1] (1032 - 1083) casada com Guilherme I de Nevers (1029 - c. 20 de junho de 1097, 1098 ou 1100) foi conde de Nevers, conde de Auxerre e conde de Tonnerre.